# Контроль (фильм, 2023)
«Контроль» (англ. Control) — художественный фильм британского режиссёра Джина Фолэйза, главную роль в котором сыграл Кевин Спейси. Его премьера состоялась в декабре 2023 года.

## Сюжет
Главные герои фильма — премьер-министр Великобритании и министр внутренних дел, у которых начинается любовный роман. Некий маньяк узнаёт об этом и запирает министра в машине, которая может взорваться в любой момент.

## В ролях
- Кевин Спейси (голос)
- Лорен Меткалф — Стелла Симмонс, министр внутренних дел
- Марк Хэмптон — Дэвид Аддамс, премьер-министр

## Премьера и восприятие
Картина вышла в прокат в декабре 2023 года. Это было первое появление Кевина Спейси в англоязычной ленте после долгого перерыва, вызванного обвинениями в его адрес.
Питер Брэдшоу из The Guardian и Кевин Махер из The Times оценили фильм на две звезды из пяти, Тим Роби из The Daily Telegraph — всего на одну звезду.

## Награды и номинации
Фильм получил как минимум 12 наград и номинаций на международных кинофестивалях и кинопремиях таких, как: Athens International Film Festival, Hollywood Music In Media Awards (HMMA), Long Key Awards, Beyond Border International Film Festival и других.